# Claude de Beauharnais (1756–1819)
1. RINVIA Claude de Beauharnais (1756)